# San Sebastián de Garabandal
San Sebastián de Garabandal es una localidad del municipio de Rionansa (Cantabria, España). Dista 8 km de la capital municipal, Puentenansa. En 2022 contaba con una población de 104 habitantes (INE). Celebra la festividad de San Sebastián el 18 de julio.

## Naturaleza
Es una aldea ubicada en la sierra de Peña Sagra, a orillas del río Vendul, afluente del Nansa. Cerca de San Sebastián de Garabandal, el arroyo Sebrando se une al río Vendul. Tanto el Sebrando como el Vendul y el Nansa, forman un Lugar de Importancia Comunitaria. Se encuentra a 600 m s. n. m., en una zona montañosa que forma parte de la Reserva del Saja. Al estar situado en la vertiente norte de Peña Sagra, abundan los hayedos y los robles en la cabecera del Vendul, formando un bosque mixto.

## Monumentos

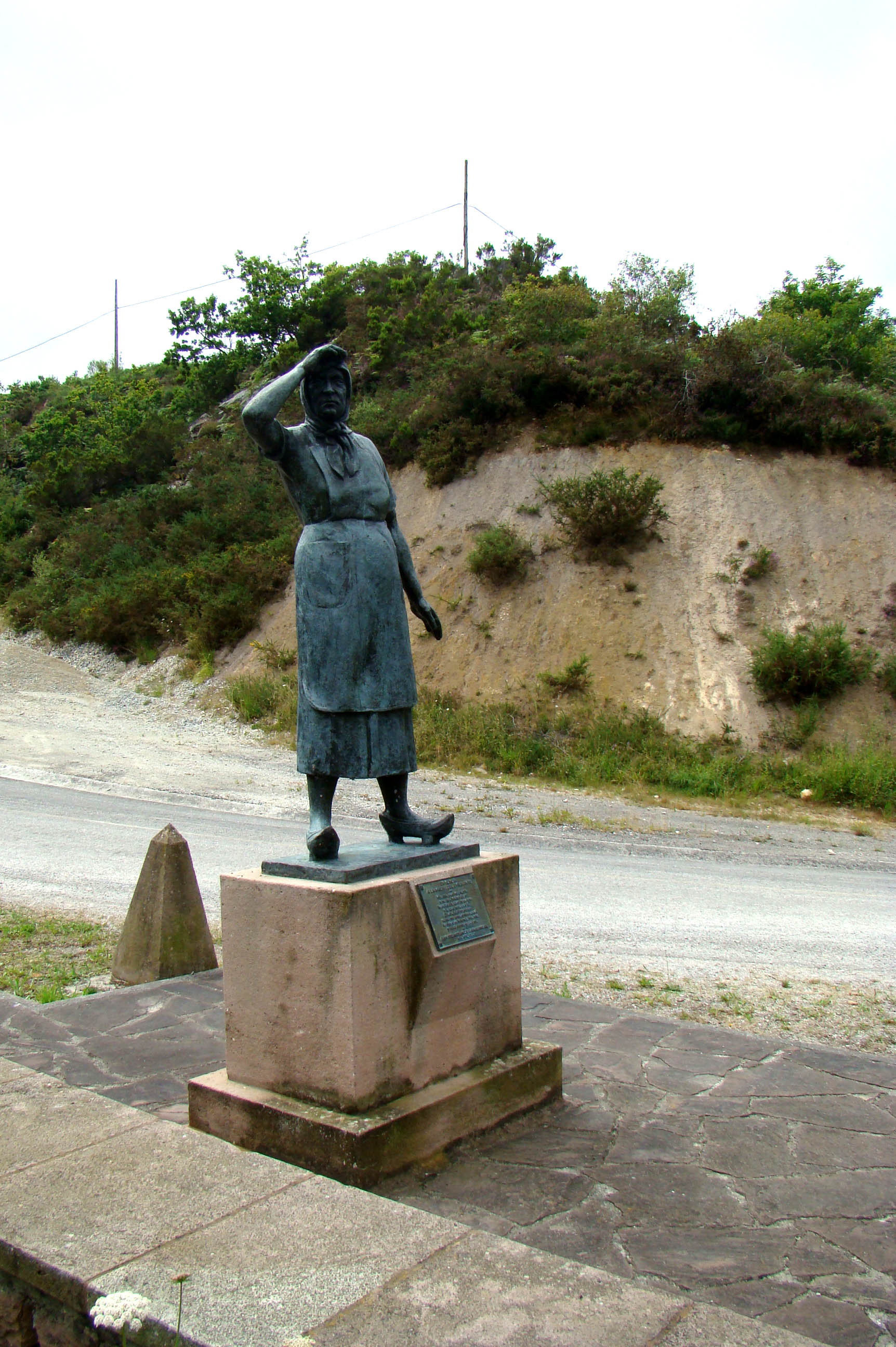
Monumento a la madre del emigrante

Cerca de San Sebastián de Garabandal se han encontrado unos restos pétreos que datan del Neolítico o del Calcolítico, incluido un túmulo dolménico. Conserva además restos de cabañas de pastoreo de gran valor etnográfico.
De su patrimonio destaca, además, el caserío en su conjunto, con calles estrechas en las que se conserva arquitectura popular, así como varias casonas con escudos y fachadas encaladas. Cabe mencionar la casona de los Dosal, con una inscripción de 1723, y la de los Lamadrid.
La iglesia parroquial de San Sebastián es del siglo XVII. El ábside y el crucero están cubiertos por bóvedas. El retablo tiene una buena imagen de la Virgen María.
A la salida del pueblo se levantó un monumento a la madre del emigrante que consiste en una estatua de tamaño algo mayor que el natural, sobre un pedestal, representando a una mujer de estas tierras mirando a la lejanía.

## Apariciones marianas

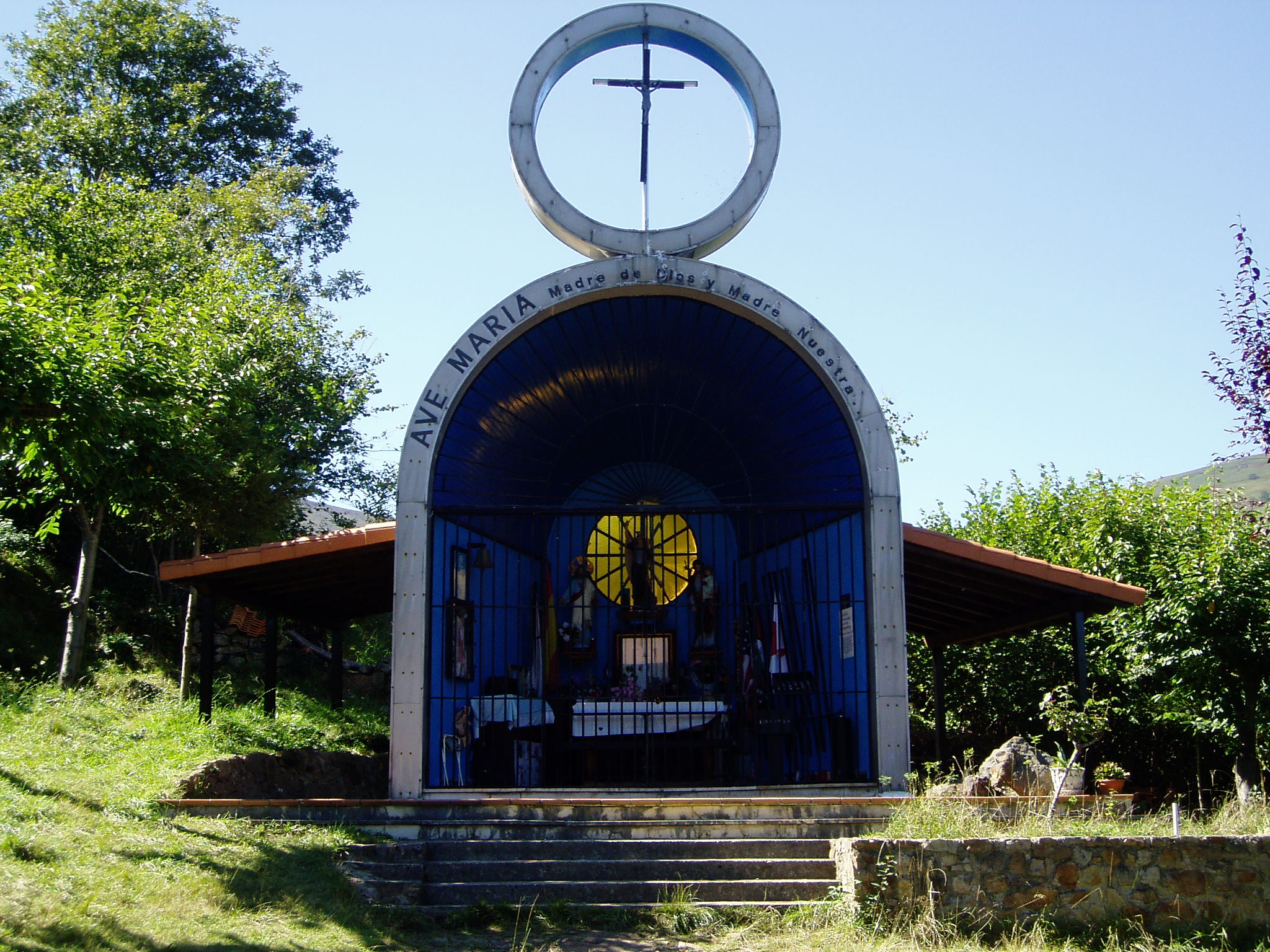
Capilla del arcángel san Miguel

A inicios de la década de 1960 el pueblo atrajo la atención de los medios de comunicación y la presencia de miles de personas a pesar de la dificultad de comunicaciones. Entre 1961 y 1965, cuatro jóvenes en edad escolar (Conchita González, Mari Cruz González, Jacinta González y Mari Loli Mazón, sin relación de parentesco), afirmaron haber presenciado apariciones del arcángel san Miguel y de la Virgen María. Según ellas, el primero preparó a las muchachas para la posterior aparición de la Virgen, ocurrida el 2 de julio de 1961, repitiéndose en unas dos mil «apariciones» que concitaron a grandes multitudes.
El mensaje principal de estas presuntas apariciones marianas se basó en que la humanidad debía cambiar su rumbo, y que todos los hombres debían «ser buenos», y advirtió sobre un próximo «fin de los tiempos». Este llegaría tras un milagro universal, de cuya fecha sería depositaria una de las videntes.
Desde entonces el pueblo se convirtió en un punto de peregrinaje para muchos creyentes de numerosas partes del mundo, especialmente Estados Unidos y Europa. Debido a la remota localización de la aldea y las dificultades de acceso, Garabandal no se ha masificado y mantiene un cuidado aspecto rural. El altar del arcángel san Miguel y Los Pinos son los lugares más frecuentados. También ha sido habitual la presencia de programas de radio y televisión interesados en los fenómenos paranormales.